# Боримський Іван Арсеньович
Іва́н Арсе́ньович Бори́мський (нар. 23 січня 1951, с. Софіївка Калинівського району Вінницької області) — директор сільськогосподарського товариства «Промінь» Калинівського району Вінницької області, Герой України.

## Державні нагороди
- Звання Герой України з врученням ордена Держави (24 серпня 2013) — за визначні особисті заслуги перед Українською державою у розвитку сільськогосподарського виробництва, впровадження прогресивних технологій та сучасних форм господарювання, багаторічну самовіддану працю[1]
- Орден «За заслуги» I ст. (23 серпня 2011)[2], II ст. (22 червня 2007)[3], III ст. (22 серпня 2003)[4]
- Заслужений працівник сільського господарства України (27 січня 2001)[5]
- Відзнака Президента України — ювілейна медаль «20 років незалежності України» (19 серпня 2011) — за значний особистий внесок у соціально-економічний, науково-технічний та культурно-освітній розвиток Української держави, вагомі трудові здобутки та багаторічну сумлінну працю[6]
- Відзнака Президента України — ювілейна медаль «25 років незалежності України».[7]